# Sarcodon aglaosoma
Sarcodon aglaosoma är en svampart som beskrevs av Maas Geest. 1976. Sarcodon aglaosoma ingår i släktet Sarcodon och familjen Bankeraceae.   Inga underarter finns listade i Catalogue of Life.